# Hydraena alcantarana
Hydraena alcantarana är en skalbaggsart som beskrevs av Ienistea 1985. Hydraena alcantarana ingår i släktet Hydraena och familjen vattenbrynsbaggar. Inga underarter finns listade i Catalogue of Life.